# Anne McCaffrey
Anne Inez McCaffrey (1. dubna 1926 Cambridge, Massachusetts – 21. listopad 2011 Dragonhold-Underhill, Irsko) byla americká spisovatelka, autorka 20 románů a 30 známých povídek sci-fi a fantasy literatury.

## Životopis
Studovala slovanské jazyky a literaturu na Redclifově universitě, později také zpěv a operní režii. Pracovala řadu let jako reklamní textařka.
Vdala se roku 1950 a má tři děti: Alec Anthony, narozen 1952, Todd, narozen 1956, a Georgeanne, narozena 1959. Po rozvodu 1970 se odstěhovala do Irska, kde do 21.11.2011 žila v County Wicklow v domě, který si sama navrhla.
Povídky začala psát od roku 1953, zprvu sci-fi, později se přiklonila k žánru fantasy. Jejím prvním románem byl Restoree (česky Návrátilkyně, 1967). Roku 1968 vydala novelu Weyr Search, která se stala úvodem k úspěšné sérii Drakenů z Pernu. Také za ní získala, jako první žena za fikci, v roce 1968 literární cenu Hugo a o rok později Nebulu.
Roku 2005 získala Grand Master Award za celoživotní dílo, udílenou v rámci předávání cen Nebula.
Zemřela v pondělí 21. listopadu 2011 ve věku 85 let ve svém venkovském sídle na jih od Dublinu, který si sama navrhla a bylo pokřtěno Dragonhold. Postihla jí mrtvice.

### Drakeni z Pernu
- Dračí let (1993)
- Dračí skok (1993)
- Bílý drak (1996)
- Nerilka (1996)
- Moreta (1996)
- Dračí píseň (1998)
- Dračí úsvit (2001)
- Dračí rod (2004)
- Dračí dar (2004)
- Všechny pernské weyry (2010)
- Pernští delfíni (2011)
- Obloha nad Pernem (2014)

### Další
- Rowena (1997)
- Acorna (1997)
- S alchymisty nejsou žerty (1970) česky (1996) (ISBN 80-86030-05-9) - Sbírka povídek sestavená Annou McCaffrey

#### Katenská série
- Freedom's Landing (1995) - č. Hranice Volnosti (vydal Netopejr - 1998)
- Freedom's Choice (1996) - č. Svobodná volba (vydal Netopejr - 1999)
- Freedom's Challenge (1998)
- Freedom's Ransom (2002)